# Poljana (Požarevac)
Pour les articles homonymes, voir Poljana.
Poljana (en serbe cyrillique : Пољана) est une localité de Serbie située sur le territoire de la ville de Požarevac, district de Braničevo. Au recensement de 2011, elle comptait 1 411 habitants.
Poljana est officiellement classée parmi les villages de Serbie.

## Démographie

### Évolution historique de la population
| 1948  | 1953  | 1961  | 1971  | 1981  | 1991  | 2002  | 2011  |
| ----- | ----- | ----- | ----- | ----- | ----- | ----- | ----- |
| 2 774 | 2 867 | 2 712 | 2 519 | 2 302 | 2 153 | 1 610 | 1 411 |

|  |